# Костел Святого Михаїла (Новогрудок)
Костел Святого Михаїла у Новогрудку (біл. Касцёл Святога Міхала Арханёла) — католицький храм у місті Новгрудок Гродненської області Білорусі. Відноситься до Новогрудського деканату Гродненської дієцезії. Пам'ятка архітектури в стилі бароко, побудована до 1724 року. Храм включений до Державного списку історико-культурних цінностей Республіки Білорусь. Розташований у центрі міста поруч із будинком-музеєм Адама Міцкевича.

## Історія

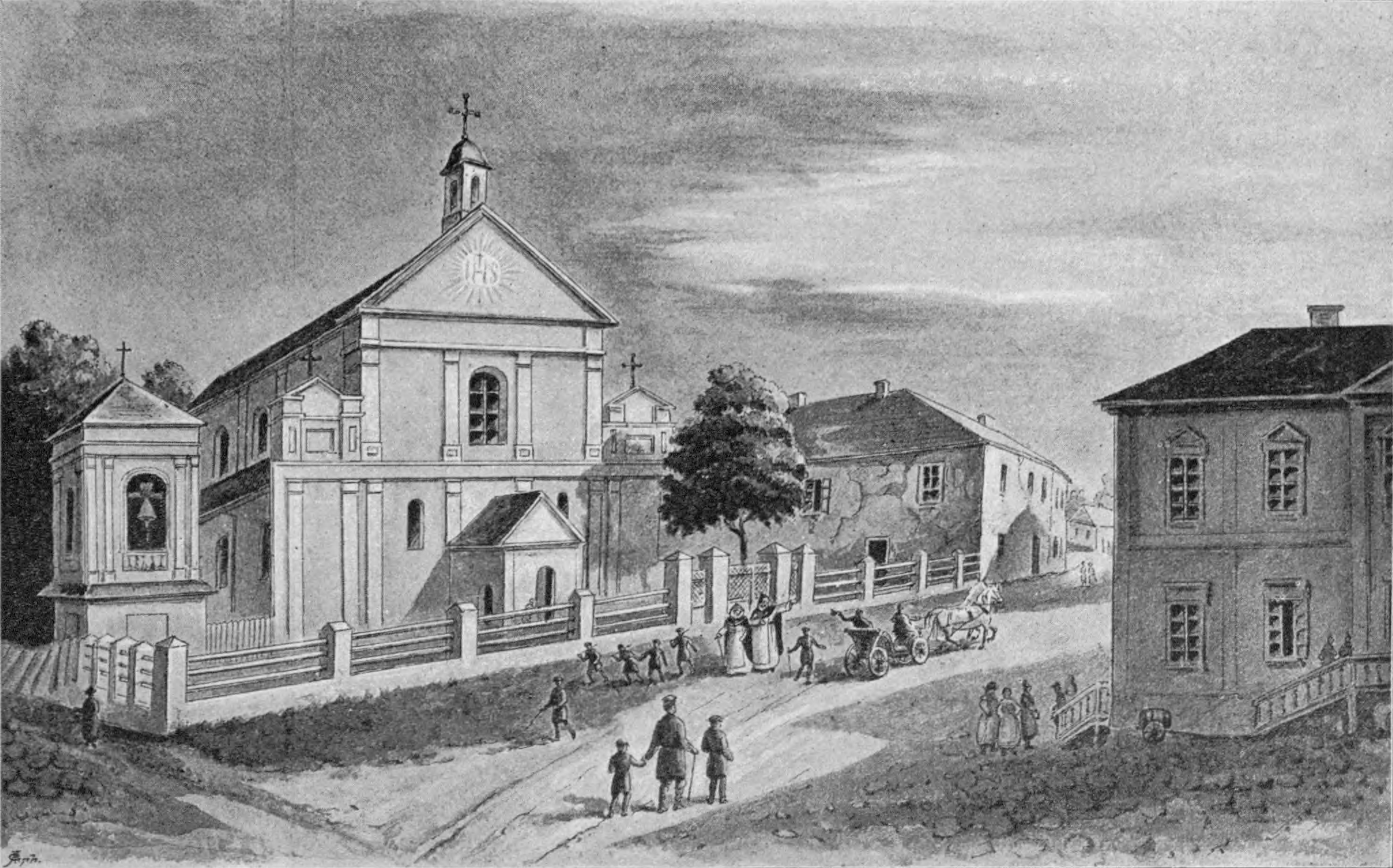
Загальний вигляд, XIX століття

Близько 1624 року в Новогрудку з ініціативи магната Кшиштофа Ходкевича, на куплених ним ділянках у східній частині ринкової площі, на розі між вул Слонімською (по головному фасаду костелу, тепер вул. Міцкевича) і Єврейською (нині Радянська), був заснований монастир домініканців. Пізніше, 3 серпня 1636, ставши віленським каштеляном, Ходкевич збільшив початковий фундуш (дар), до нього наприкінці XVII ст. приєдналися Островські та Бральницькі. Спочатку дерев'яний костел був освячений на честь святого Яцека, покровителя литовської провінції ордена.
До століття заснування монастиря в 1724 році був побудований кам'яний храм. Назва святині змінилася в другій половині XVIII століття, коли костел відбудували після пожежі 1751 року. З тих пір храм освячений в ім'я архангела Михаїла. Особливе шанування архангела Михаїла в Новогрудку почалося після війни 1654—1667 років, коли, за переказами, він врятував місто від повного знищення.
У 1751 і 1831 році храм горів, обидва рази успішно відновлювався. Після відновлення храму в 1831 році до початково барокової архітектури були додані елементи пізнього класицизму, зокрема спрощений головний фасад із суворим трикутним фронтоном без декору. У 1829 році на південь від будівлі костелу була зведена дзвіниця (не збереглася). У 1751-1831 роках при храмі діяла домініканська школа, в якій з 1807 по 1815 роки навчався Адам Міцкевич.
У 1853 році домініканський монастир був зачинений, а храм св. Михаїла з монастирського став звичайним парафіяльним. Будинки колишнього монастиря не збереглися.
У 1948 році храм був зачинений радянською владою, використовувався під склад і магазин, поступово руйнувався. У 1992 році був повернутий Церкві у напівзруйнованому стані, після тривалої реставрації переосвячений у 1997 році.

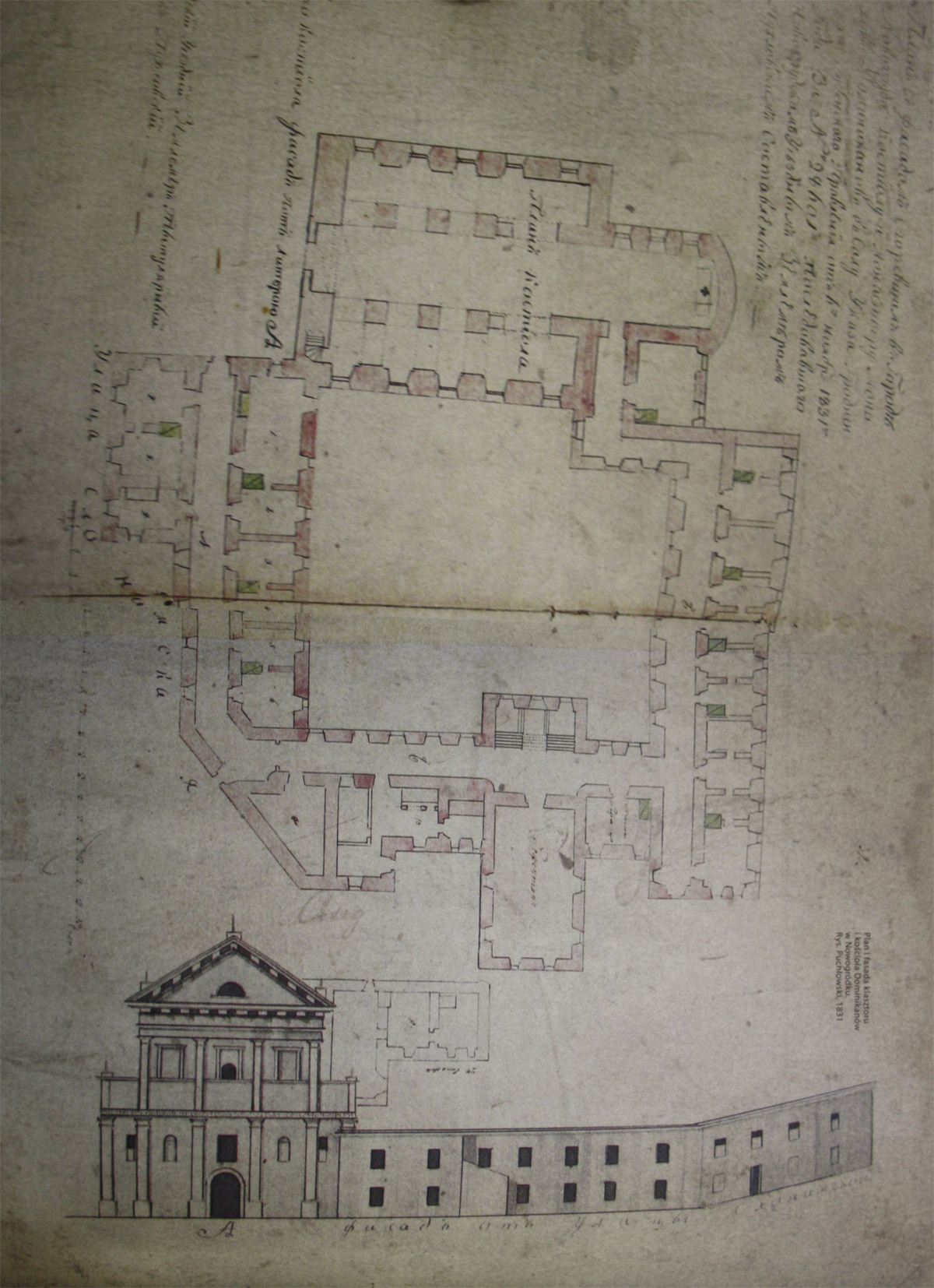
План монастиря, 1831 рік

## Архітектура

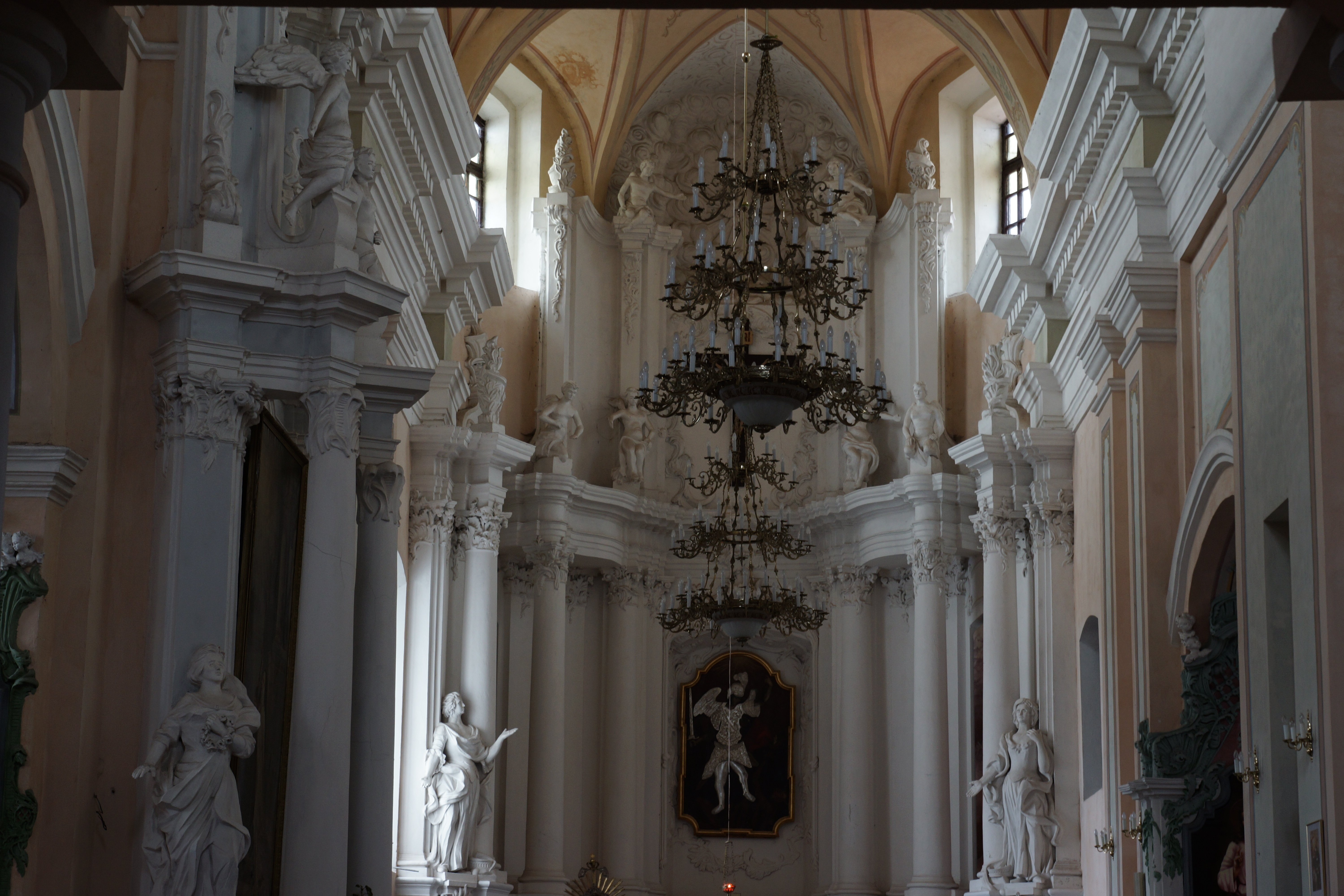
Інтер'єр храму

Костел св. Михаїла Архангела — тринефна базиліка без трансепта. Центральний неф завершується напівкруглою апсидою однакової з нефом висоти. З правого боку до апсиди прилягає ризниця — прибудова з окремим входом. Головний фасад поділений широким поясним карнизом на два горизонтальних яруси, завершений трикутним фронтоном, увінчаним маленькою квадратною в плані башточкою. Головний вхід оформлений невисоким тамбуром з окремим двосхилим дахом.
Декор інтер'єру та поліхромні розписи на склепіннях збереглися частково. У храмі — три вівтаря: центральний і два бокових, все три багато декоровані ліпленням . Головний вівтар прикрашений живописним зображенням Михаїла Архангела.

## Галерея

### Історичні знімки

Старі фотографії
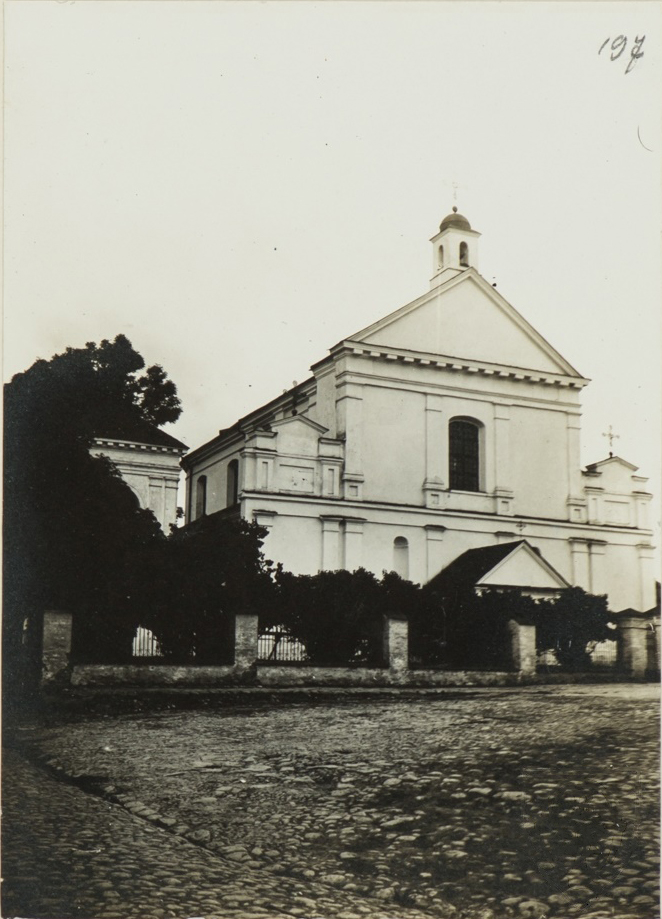
1894 рік
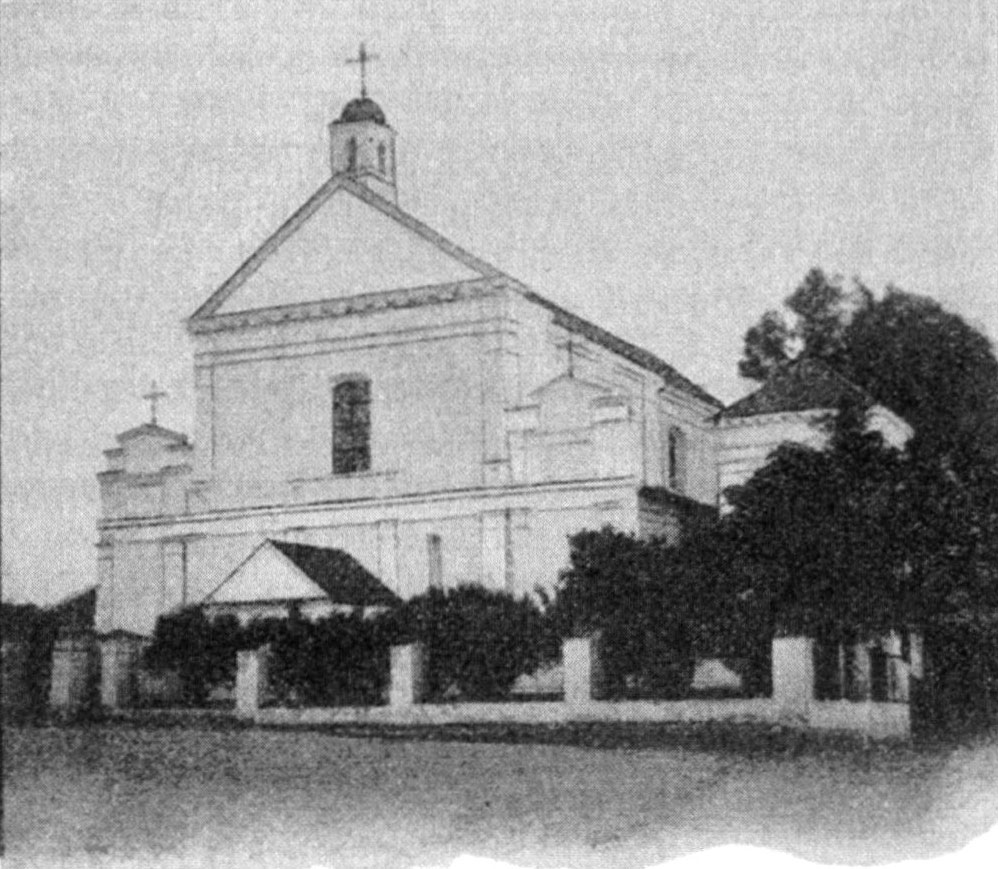
1905 рік
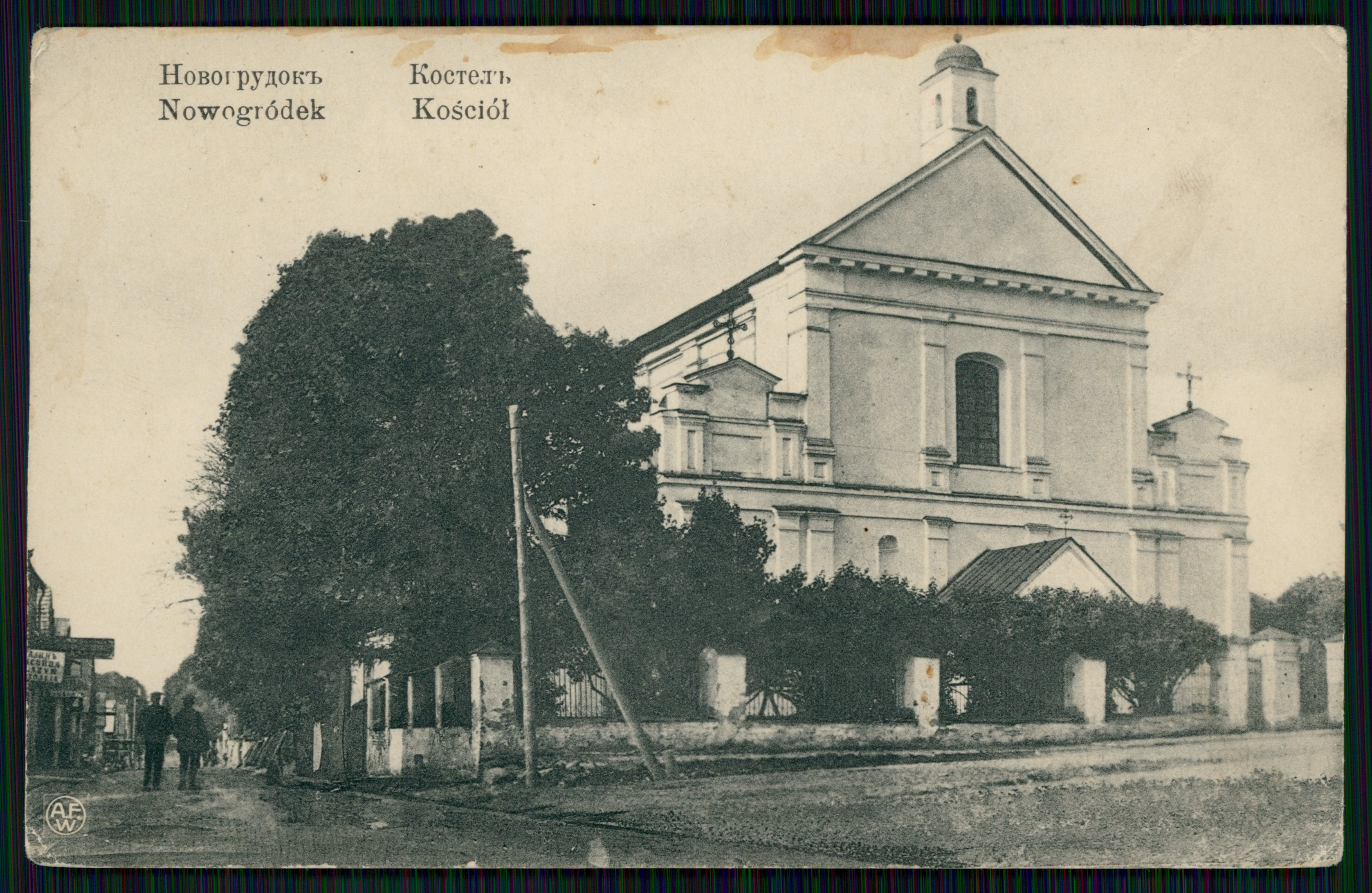
1910 рік
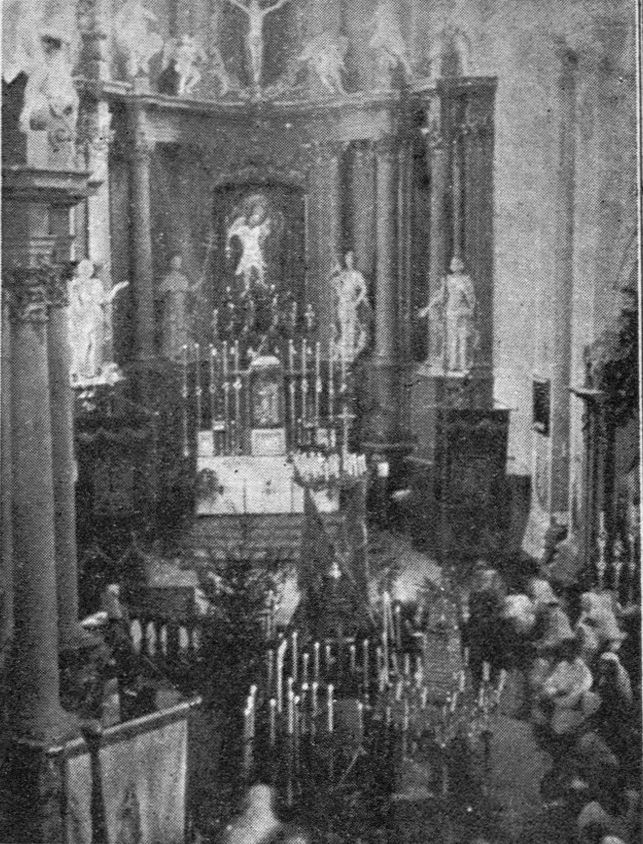
1914 рік
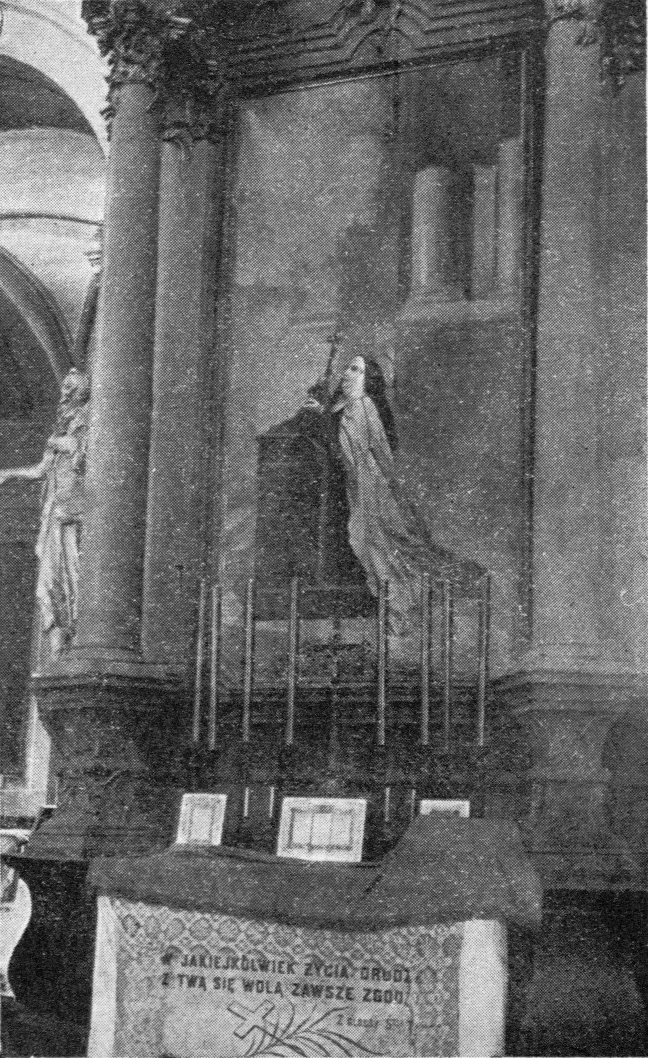
1914 рік
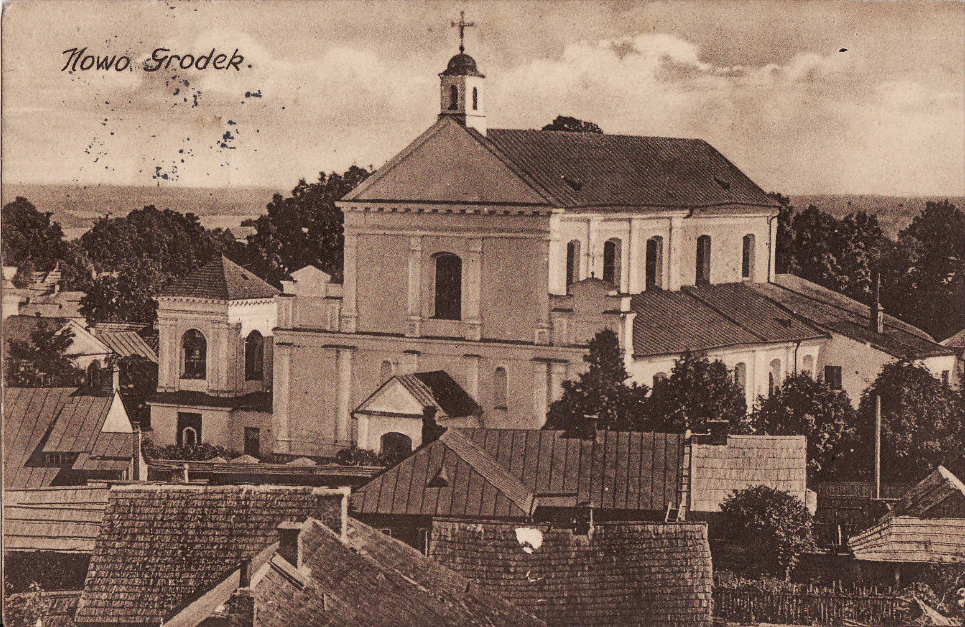
до 1915 року
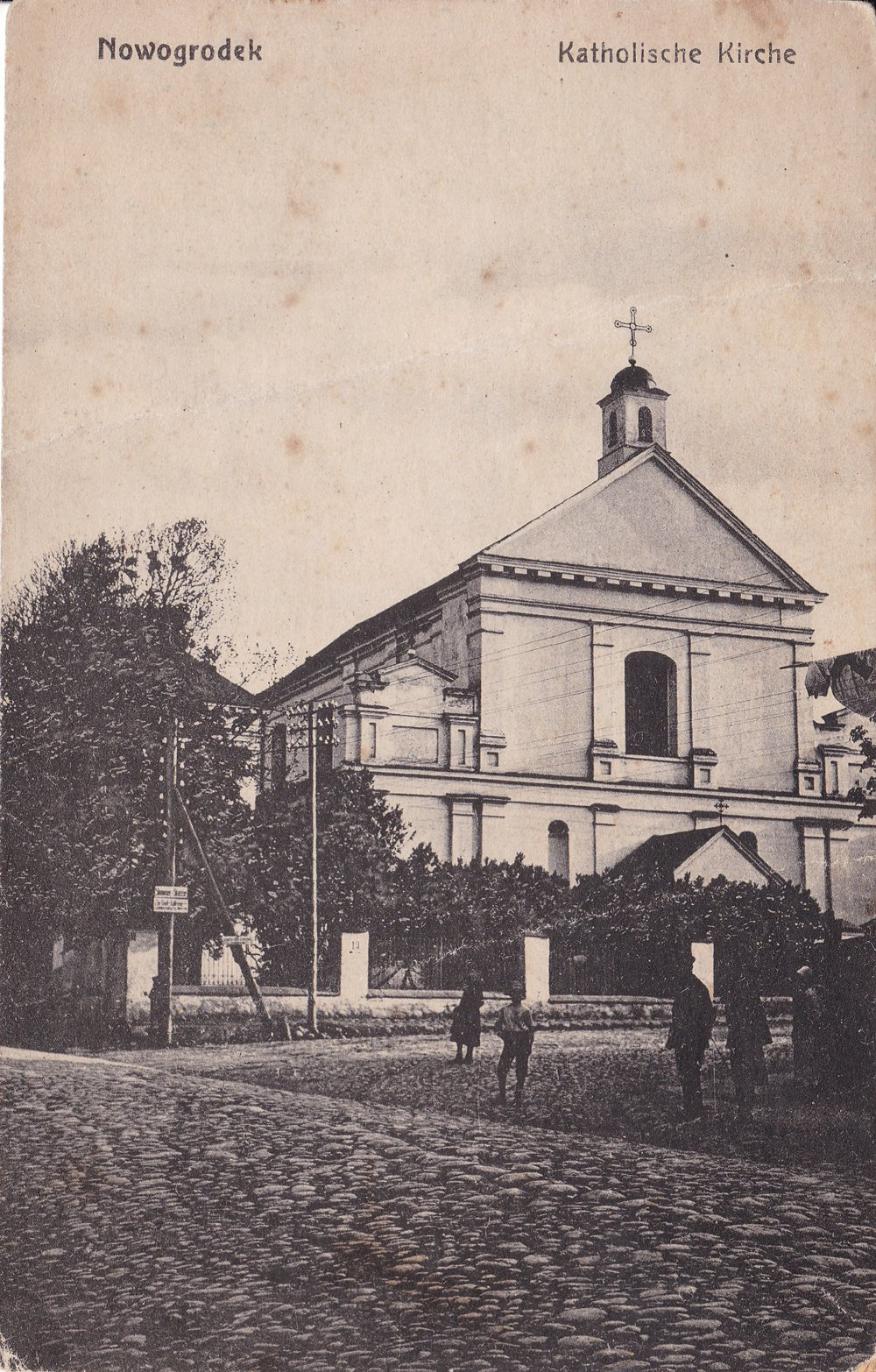
1917 рік
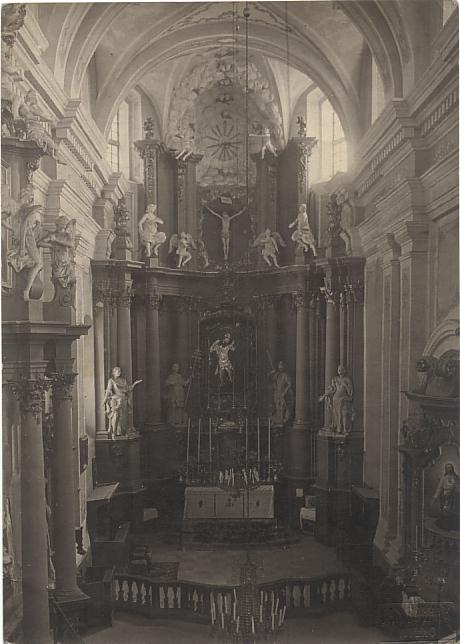
1920 рік
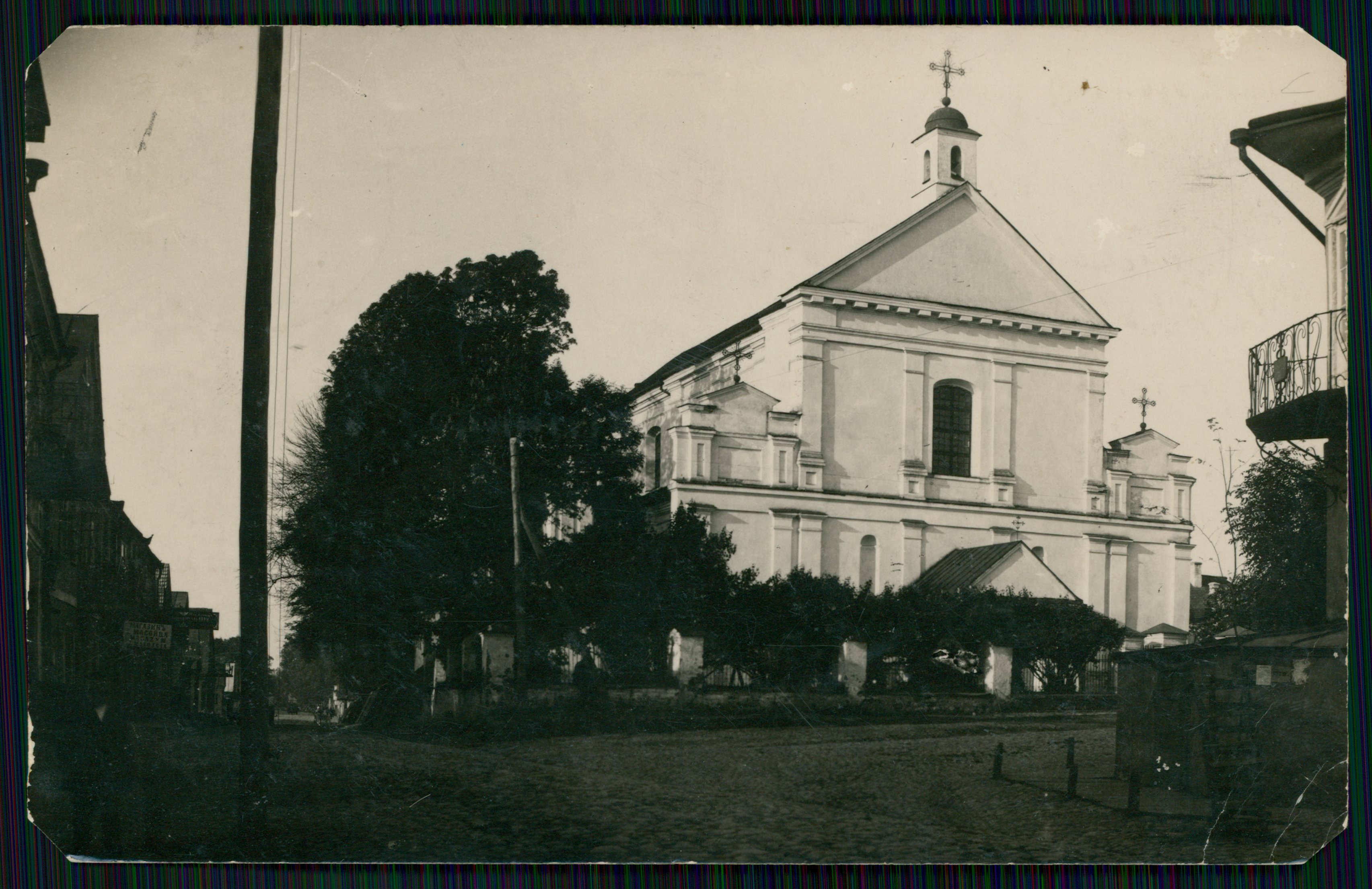
1930 рік
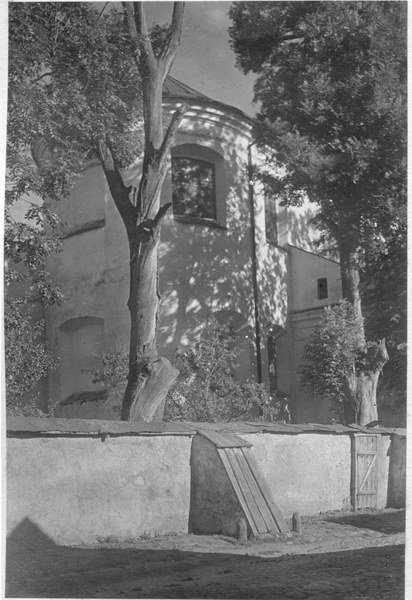
Я. Булгак, 1930 рік
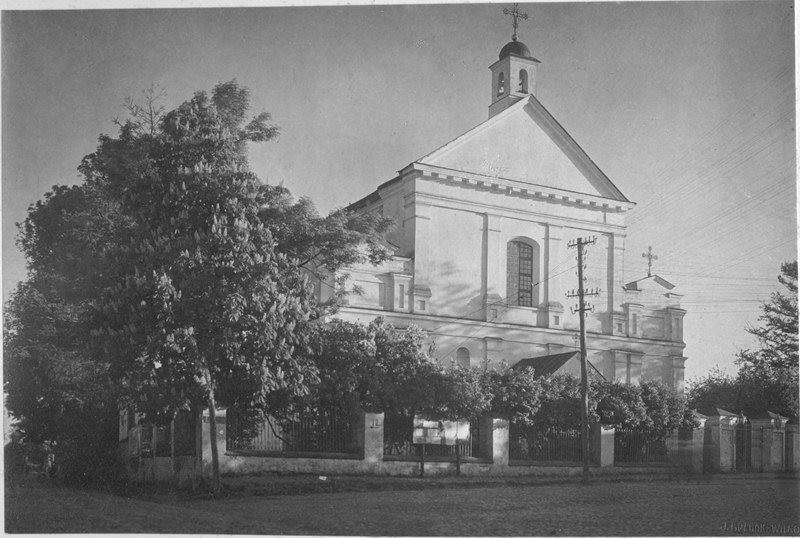
Я. Булгак, до 1939 року
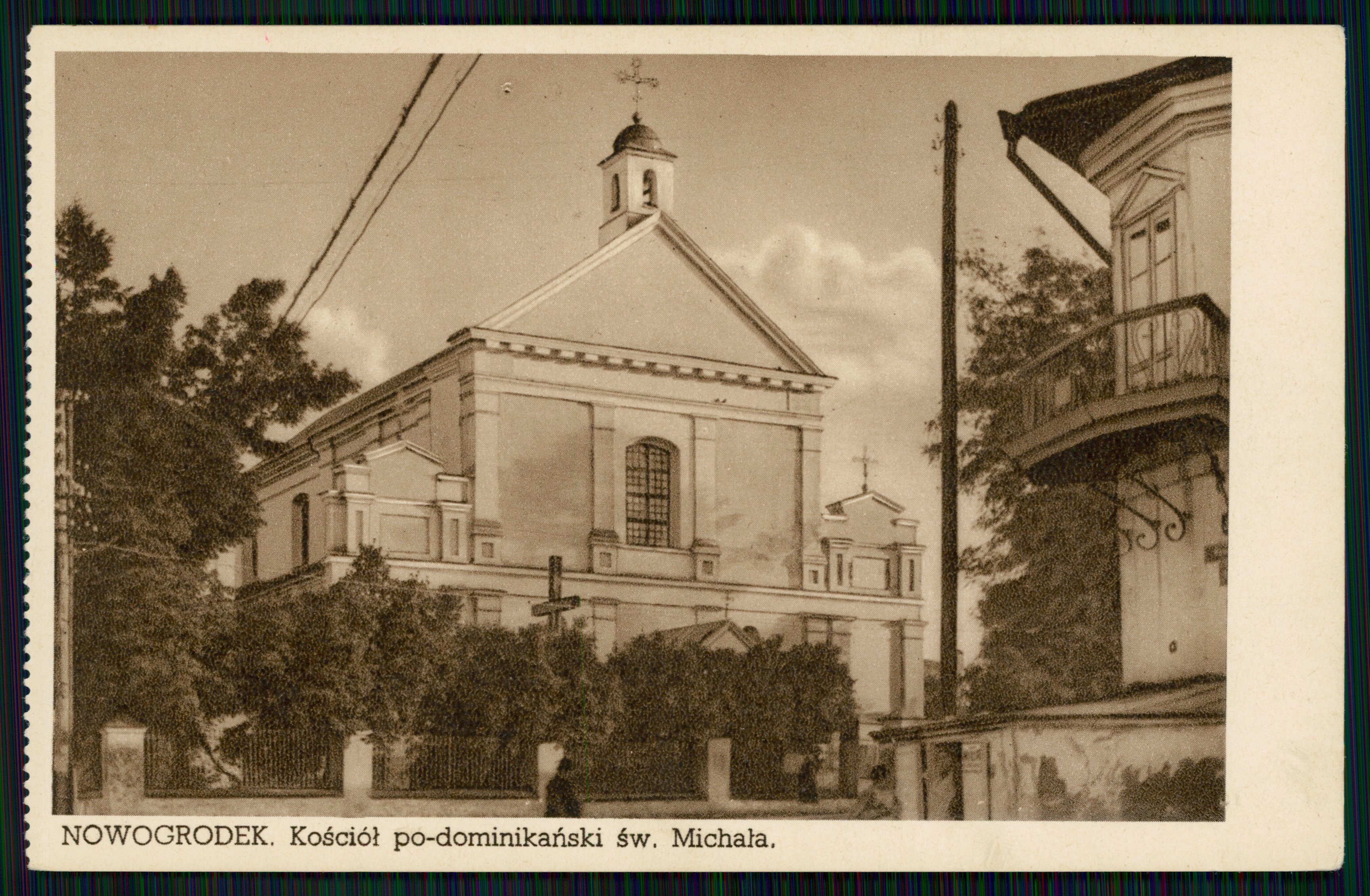
до 1939 року

### Сучасні знімки

Сучасні фотографії
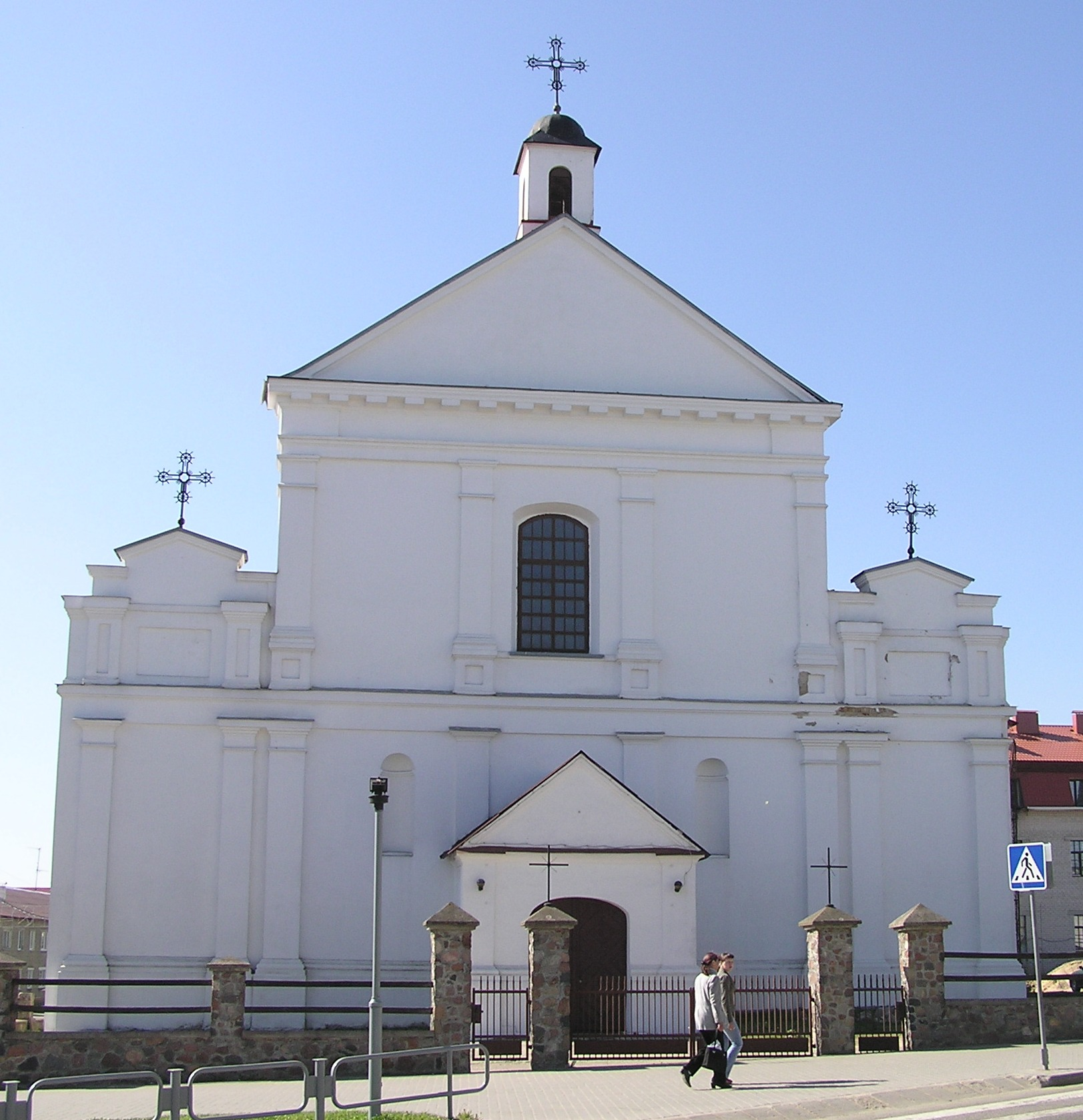
2009 рік
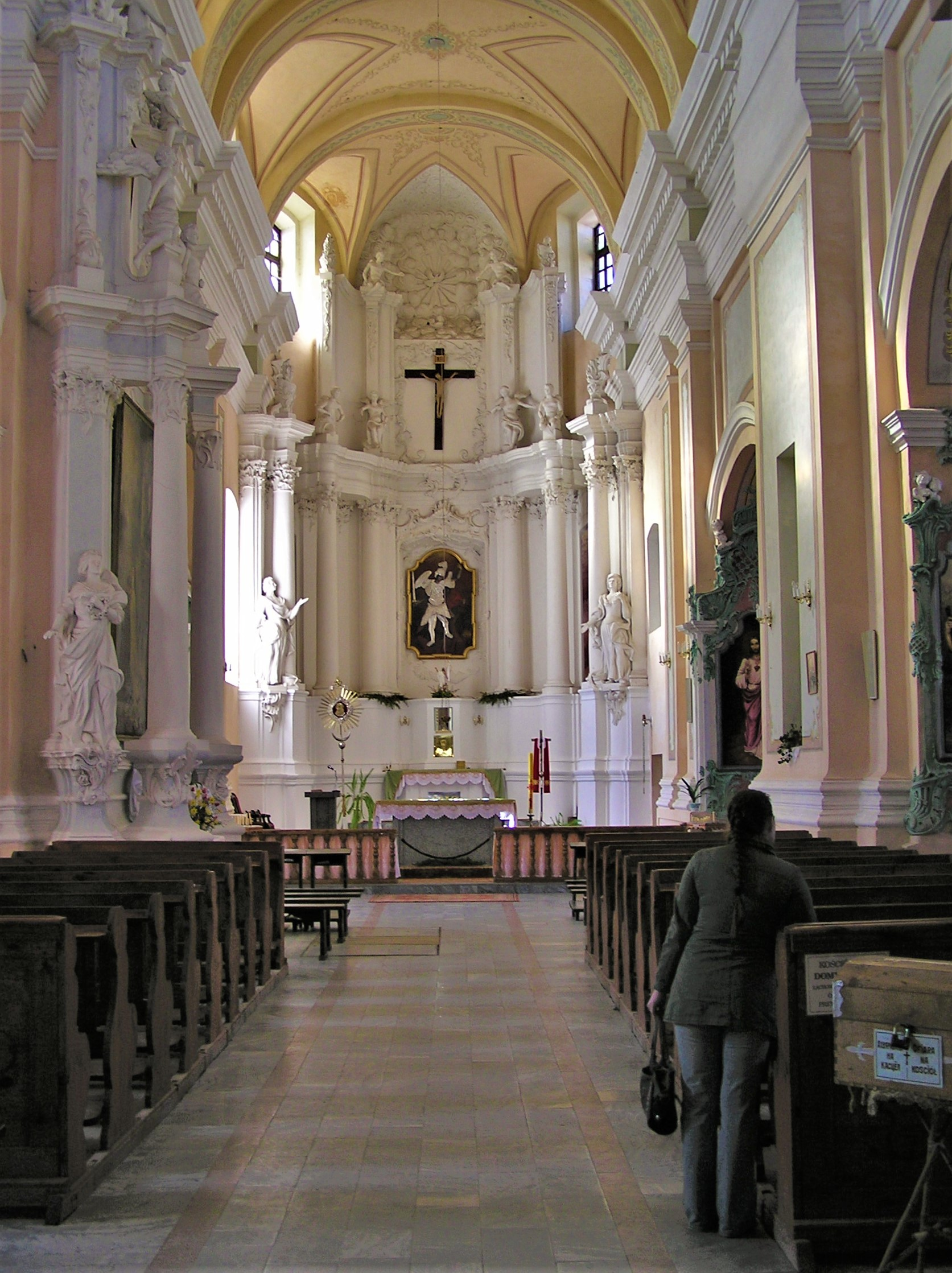
2009 рік
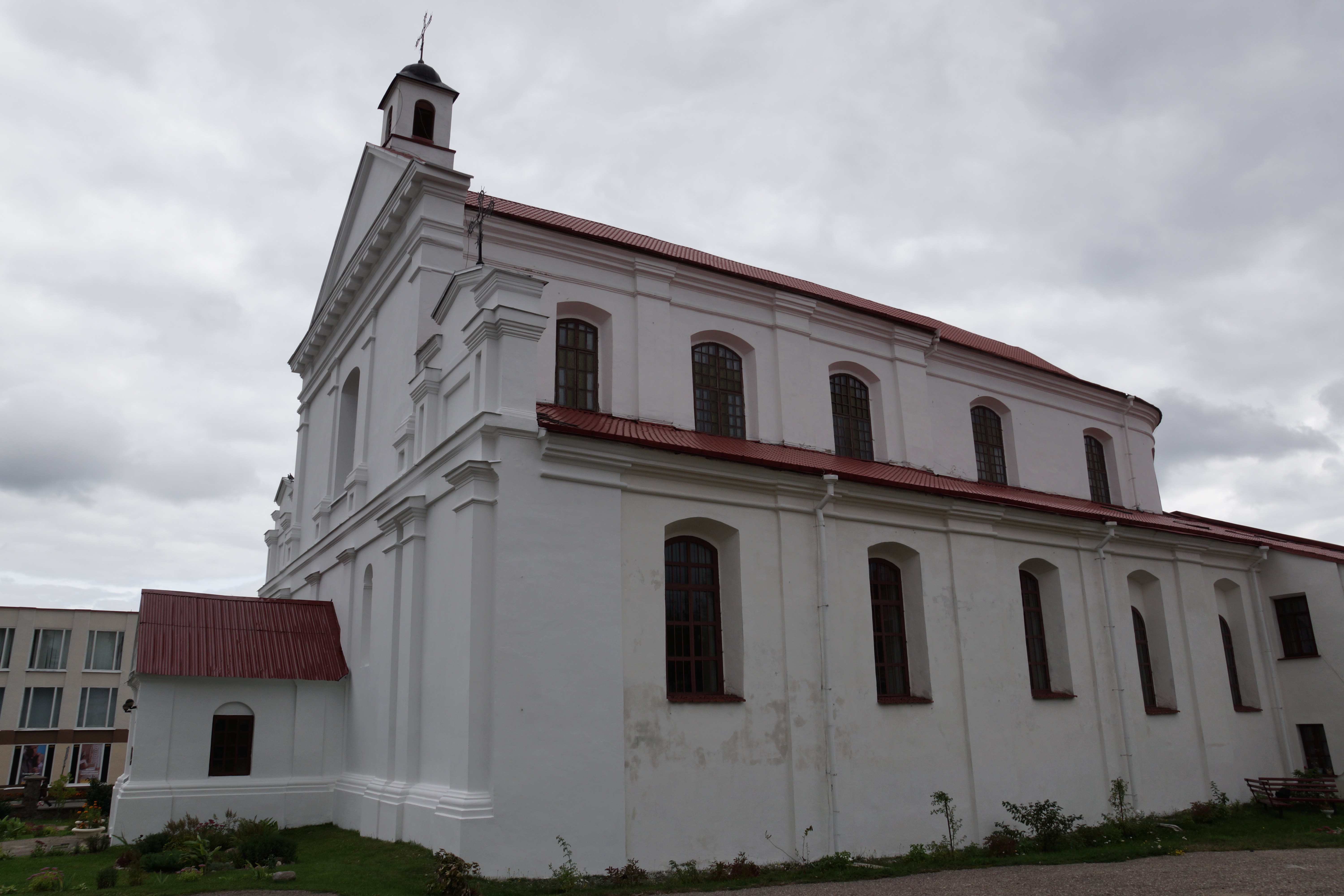
2012 рік
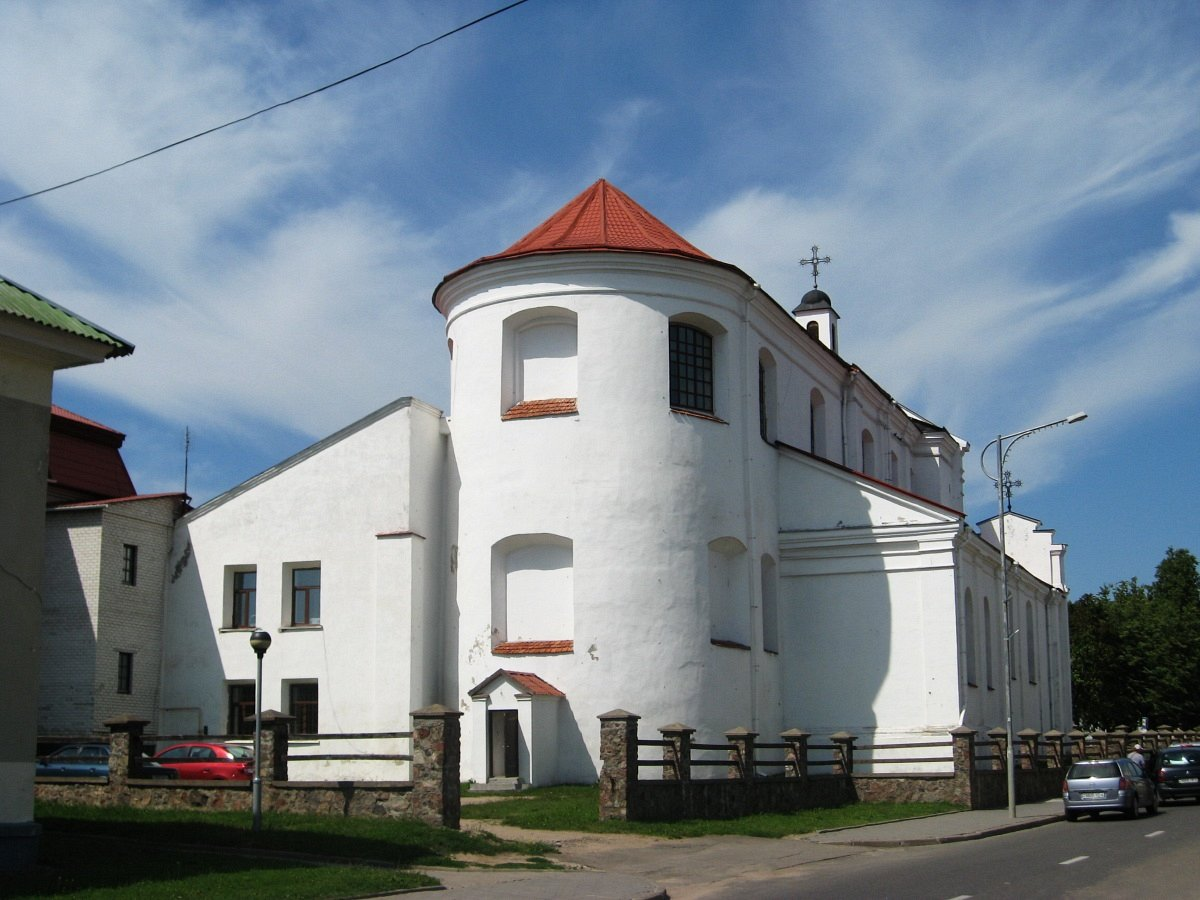
2015 рік